# Club Voleibol Teruel
Maillots
Le Club Voleibol Teruel est un club de volley-ball espagnol basé à Teruel et évoluant au premier niveau national (Superliga).

## Palmarès
- Championnat d'Espagne (7)
  - Vainqueur : 2009, 2010, 2011, 2012, 2014, 2018, 2019
  - Finaliste : 2013, 2015, 2016
- Coupe d'Espagne (6) :
  - Vainqueur : 2011, 2012, 2013, 2015, 2018, 2020
  - Finaliste : 2009, 2016, 2017, 2019
- Supercoupe d'Espagne (9) :
  - Vainqueur : 2009, 2012, 2013, 2014, 2016, 2017, 2018, 2019, 2020
  - Finaliste : 2010, 2011, 2015

## Joueurs et personnalités du club

### Entraîneurs
- 1991-2006 :  Antonio Giménez
- 2006-2008 :  Miltcho Milanov
- 2008-2014 :  Oscar Novillo
- 2014-2016 :  Carlos Carreño
- 2016-2022 :  Miguel Rivera
- 2022- :  Máximo Torcello

### Joueurs emblématiques
- Juan Carlos Barcala
- Horacio d'Almeida
- Thomas Ereu